# Палац князя Трубецького
Палац князя Петра Трубецького — маєток російського та українського роду Трубецьких, заснований князем Петром Миколайовичем Трубецьким в 1909 році. Будівля знаходиться в 5.7 км від міста Нова Каховка та в 70 км від Херсона в селищі міського типу Козацьке Херсонської області.

## Історія
Спочатку земля, на якій знаходитися маєток, належала Івану Андрійовичу Остерману. До кінця XVIII століття місце перейшло до прадіда Трубецького, Василя Васильовича Орлов-Денисова, де той побудував маєток на зразок «Будинку Румянцева» у селищі міського типу Козацьке. А до роду Трубецьких маєток перейшов від доньки Орлова-Денисова Любові Василівни, дружини Миколи Петровича Трубецького — батька князя Петра Трубецького. Згодом, коли сам князь Трубецький отримав маєток «Козацьке», розташований в 70 км на північний схід від Херсону, він розширив його до площі в 67 000 акрів (~271 км²) та перетворив його на виноробне господарство. Потім маєток був ще кілька разів розширений.
Перші виноградники були висаджені вже у 1896 році за поради князя Лева Голіцина, який досить добре знався на виноробстві. До 1910 року виноградники займали вже близько 300 гектарів площі землі маєтку. На княжих виноградниках вирощувалися тільки елітні сорти, такі як піно-фран, піно-грі, совіньйон, каберне та рислінг. Переробка винограду відбувалася в будинку в Козацькому, де був побудований величезний підвал для зберігання вин.

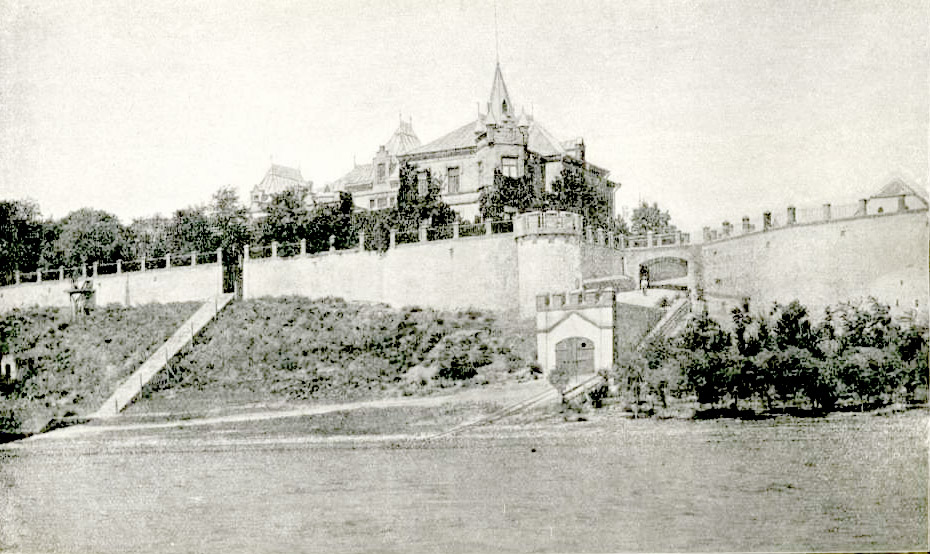
Вигляд палацу князя Трубецького на початку ХХ ст.

Будинок в Козацькому був побудований за архітектурним планом Петра Бойцова в кінці 1890-х. Будівля була вимощена каменем і розташовувався на схилі Дніпра і Козака, перед будинком, був розбитий терасний пейзажний парк, прикрасами якого виступали декоративні вежі, позолочені сходи, невелика пристань, водоспади й ключі та загати. На сьогоднішній день більшість споруд знаходиться в руїнах, зберігся лише каркас головної будівлі.
Сам палац Трубецьких був зведений в стилі французького ренесансу з елементами готики, а з землі підіймалися могутні стіни з зовнішніми кам'яними піварками. Підпірні стіни з аркбутанами підтримують загальний стиль оборонної архітектури. Споруда, в тому числі, була увінчана кутовою замковою вежею, яка виходила до Дніпра. Крім житлового будинку з каменю була побудована безліч господарських будівель, таких як велика стайня, скотний двір, виноробня, житниця, кухня, ряд флігелів та сам головний будинок палацу.

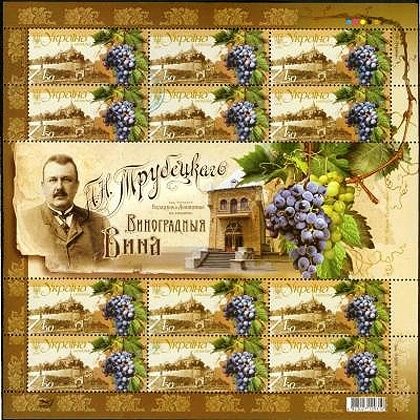
Поштова марка із зображенням Петра Трубецького
«Виноробство в Україні. Каберне Совіньйон»

Будівлі розташовувалися групами. На високому березі стояв будинок і флігелі. З боку двору був влаштований курдонер, відгороджений від під'їзної алеї кованих огорожею і чавунними воротами. Палацовий комплекс, також, оточував великий сад.
Після перевороту 1917 року маєток у Козацькому, а також виноробний комплекс у Веселому були експропрійовані радянською владою, а виноробне господарство отримало назву «винрадгосп ім. В. І. Леніна» і продовжило виконувати свої прямі функції з виноробства. За часів радянської окупації встигло навіть отримати кілька престижних міжнародних і радянських нагород. У той же час житловий будинок був розграбований, зруйнований і поступово приходив у занепад.
Востаннє Трубецькі побували у своєму маєтку у тому ж 1917 році.
Через деякий час після відновлення незалежності України в 1991 році замок був придбаний приватною компанією, а у 2006 році була проведена його повна реконструкція, після чого виноробня продовжила свою активну роботу як ВАТ «Виноробне господарство князя П. М. Трубецького». А також на території маєтку дворянського роду, окрім виноробні перебуває музей. У тому ж році виноградне господарство відвідав правнук князя Трубецького — Петро Георгійович Брюн де Сейнт Іполіт.